# Thunderbolt (Marvel Comics)
Thunderbolt (Rayo en español) es el nombre de dos personajes ficticios que aparecen en los cómics estadounidenses publicados por Marvel Comics.

## Historial de publicaciones
La versión de William Carver de Thunderbolt apareció por primera vez en Daredevil #69 y fue creada por Roy Thomas, Gene Colan y Syd Shores.
La versión Luis Barrett de Thunderbolt apareció por primera vez en Incredible Hulk Annual #17 y fue creada por Gary Barnum, John Stanisci y Tim Dzon.

## Biografía ficticia

### William Carver
William Carver nació en Harlem, Nueva York. Al regresar a Harlem después del servicio militar, William fue abordado por varios miembros de una violenta pandilla callejera local llamada Thunderbolts, de la que Turk Barrett formaba parte. Los Thunderbolts están ansiosos por tener a William en su grupo para su entrenamiento militar. Carver se negó y al día siguiente comenzó a trabajar como asistente del fiscal de distrito bajo el entonces fiscal de distrito Franklin Nelson. Cuando Nelson se enteró del encuentro de Carver con la pandilla Thunderbolts, le ordenó a Carver que se infiltrara en ellos para recopilar suficiente información sobre sus actividades ilegales para cerrarlos. Carver ayudó a reunir pruebas suficientes para enviar a varios miembros a prisión.
Meses después, el hermano menor de William, Lonnie Carver, fue asesinado a tiros delante de él. En el funeral, William vio al asesino de Lonnie y lo persiguió por el cementerio. Mientras los dos hombres luchaban, un rayo los alcanzó y mató al francotirador instantáneamente. Carver se salvó gracias a un tratamiento experimental con radiación de cobalto durante el cual quedó expuesto involuntariamente a una cantidad inusual de radiación. La radiación mutó su cuerpo para darle la capacidad de moverse a velocidades sobrehumanas y mejoró sus reflejos. Carver comenzó una carrera como un luchador contra el crimen disfrazado que se hacía llamar Thunderbolt en honor a sus primeros enemigos criminales y trató de descubrir quién había ordenado el asesinato de Lonnie.
Carver pronto descubrió que la radiación a la que estaba expuesto aceleraba no sólo sus reflejos, sino también su envejecimiento, ya que ahora envejecía a un ritmo de varios años por semana. Carver localizó a su antiguo aliado Power Man y al aliado de Power Man, Iron Fist, para ayudarlo a encontrar al asesino de Lonnie. Descubrieron que había sido el abogado Big Ben Donovan, cuyo hermano menor, Paul, había sido uno de los miembros de la pandilla Thunderbolts que William Carver envió a prisión. Paul Donovan fue asesinado en prisión por algunos agentes de Maggia y Big Ben Donovan culpó a Carver por su muerte y envió a un asesino para matar al hermano de William, Lonnie, en venganza. Después de su confesión, Big Ben Donovan apuntó con un arma a Thunderbolt durante la pelea con los hombres de Caesar Cicero. Mientras los dos hombres luchaban, el arma se disparó y accidentalmente disparó a Donovan. Cumplida la misión de Thunderbolt, sucumbió al rápido envejecimiento de su cuerpo y murió contento de que el asesinato de su hermano había sido vengado.

### Luis Barrett
Luis Barrett de alguna manera había obtenido una velocidad sobrehumana mientras estaba en la escuela secundaria. Provenía de una familia pobre y sabía que no obtendría una beca después de graduarse. Más tarde, Justin Hammer se enteró de los poderes de Luis y envió a Barrier, Blacklash y Ringer II para traerle a Luis. Utilizando sus conexiones comerciales, Justin Hammer obtuvo el disfraz Thunderbolt de William Carver. Luego le dio el disfraz a Luis Barrett para que pueda convencerlo de unirse a las empresas criminales de Hammer a cambio de financiar su beca universitaria. Cuando los miembros del Panteón advirtieron a Luis de las intenciones de Hammer, Luis se volvió contra los villanos aliados de Justin Hammer durante un complot para robar un avión experimental de la base del Air Force One. Ringer ató las piernas de Thunderbolt durante la pelea. Antes de que Blacklash pudiera atacar a Thunderbolt, logró eliminar a Blacklash a pesar de que tenía las piernas atadas. Aunque Luis no tuvo otros medios para ir a la universidad, Ulysses notó que Luis ahora está en el camino correcto.
Luis fue considerado como un "reclutamiento potencial" para el programa de la Iniciativa.

## Poderes y habilidades
La versión William Carver de Thunderbolt tenía una velocidad sobrehumana y reflejos rápidos. La visera de su disfraz puede producir una intensa luz cegadora que utilizaría como último recurso.
La versión Luis Barrett de Thunderbolt tiene una velocidad sobrehumana.